# Premier ministre de Palestine
Le Premier ministre de l'État de Palestine est le chef du gouvernement palestinien et de l'Autorité palestinienne, bien que cette dernière soit dissoute de fait.

## Liste des Premiers ministres de l'Autorité nationale palestinienne
| No. | Portrait | Titulaire (Année de naissance)                      | Durée            | Durée                                                     | Parti | Parti                                              |
| --- | -------- | --------------------------------------------------- | ---------------- | --------------------------------------------------------- | ----- | -------------------------------------------------- |
| 1   |          | Mahmoud Abbas (n. 1935)                             | 19 mars 2003     | 6 septembre 2003                                          |       | Fatah (Organisation de libération de la Palestine) |
| 2   |          | Ahmed Qoreï (1937—2023)                             | 7 octobre 2003   | 18 décembre 2005                                          |       | Fatah (Organisation de libération de la Palestine) |
| —   |          | Nabil Shaath (n. 1938) Premier ministre par intérim | 18 décembre 2005 | 24 décembre 2005                                          |       | Fatah (Organisation de libération de la Palestine) |
| (2) |          | Ahmed Qoreï (1937— 2023)                            | 24 décembre 2005 | 29 mars 2006                                              |       | Fatah (Organisation de libération de la Palestine) |
| 3   |          | Ismaël Haniyeh (1963-2024)                          | 29 mars 2006     | 2 juin 2014 (disputé à partir du 14 juin 2007)            |       | Hamas                                              |
| 4   |          | Salam Fayyad (n. 1952)                              | 15 juin 2007     | 6 janvier 2013 (devient le Premier ministre de Palestine) |       | Troisième Voie                                     |

## Liste des Premiers ministres de l’État de Palestine
| No. | Portrait | Nom (Année de naissance)    | Durée          | Durée         | Parti                                              |
| --- | -------- | --------------------------- | -------------- | ------------- | -------------------------------------------------- |
| 4   |          | Salam Fayyad (n. 1952)      | 6 janvier 2013 | 6 juin 2013   | Troisième Voie                                     |
| 5   |          | Rami Hamdallah (n. 1958)    | 6 juin 2013    | 14 avril 2019 | Fatah (Organisation de libération de la Palestine) |
| 6   |          | Mohammad Shtayyeh (n. 1958) | 14 avril 2019  | 14 mars 2024  | Fatah (Organisation de libération de la Palestine) |
| 7   |          | Mohammad Mustafa (n. 1954)  | 14 mars 2024   | en cours      | Indépendant                                        |